# Дебърски глас (1909 – 1911)
Вижте пояснителната страница за други значения на Дебърски глас.
„Дебърски глас“ с подзаглавие Орган на Дебърската просветителна дружба е български вестник, излизал в София от 1909 до 1911 година. Печата се в печатниците Света София, Витоша и Надежда.
Вестникът е издаван от редакционен комитет, като отговорен редактор му е Методий В. Македонски. Той е културно-просветен орган на българските емигранти от Дебър и Дебърско. От вестника излизат 95 броя.
В уводната статия на брой 1 се казва:
| „ | Лелейки се с надеждата, че при новото положение на работите в Турция, т.е. след провъзгласяването на конституцията в нея, настъпват условия по-благоприятни, при които може нещо полезно да се стори за това население, ако не в друго отношение поне сега засега чрез дадената що-годе свобода на печата и живото слово, Дружбата реши да издава седмичен вестник като неин орган, който ще изразява болките на дебърското българско население, ще води легална борба за подобрение на положението му въобще, ще го упътва как да се застъпва за своите права, ще се грижи за неговото умствено и морално подигане, както и за гражданското му възпитание. Предимно той ще се занимава с добрата и здрава наредба на учебното дело в тоя край, съобразно с нуждите на мястото и времето. Най-важен обект след учебното дело ще бъде икономическото подобрение и запазване населението от деморализаторското влияние на сръбската пропаганда... Нашият вестник ще се занимава главно с Дебърско, но това не ще рече, че той няма да третира важни от общ характер, било политико-национални, било обществено-държавни въпроси. Дебърското християнско население е българско, следователно то ще върви по общите въпроси заедно с българското население в Македония. | “ |

В статията „На кого служи вестника“ в брой 16 се казва:
| „ | ...бичувахме ония мръсни типове, които за няколкостотина гроша продадоха своята нацоналност, образуваха гнезда на пропаганда в Дебърско, за да разяждат като червей националното единство на Дебърския българин. | “ |

Във вестника пишат Апостол Фръчковски, Войдан Чернодрински и Коста Шахов.